# Hôpital des religieuses de Beaulieu
L'hôpital des religieuses de Beaulieu est un bâtiment situé à Issendolus, dans le département français du Lot, en France.

## Localisation
L'hôpital de Beaulieu est situé à Puech Vilauzès, à Issendolus, sur la route reliant Figeac à Rocamadour.

## Historique
Le fief appartenait à la puissante famille de Thémines. En 1242, Guibert Ier de Thémines (1205-1263) rend hommage au roi de France « pro castro nostro de Palaret et fortalitiis nostris de Bia, de Ynsandulus ... ». C'est Guibert de Thémines et sa femme Aigline qui ont fondé l'hôpital en 1236. Il était destiné à secourir les pauvres pèlerins et les malades. Deux autres hôpitaux avaient été fondés sur la même route, l'hôpital du Poujala, sur la commune de Camburat, fondé par la famille Barasc, et celui de Rudelle dépendant du prieuré clunisien de Fons.
Dans un acte de 1253, il est écrit que l'hôpital a été construit 15 ans plus tôt.
En novembre 1250, Aymeric de Goudou vend à Douce de Thémines, fille de Guibert de Thémines et Aigline, et à l'hôpital, la métairie de Dièzes, sur le Célé. 
C'est probablement à la suite de la mort de Douce de Thémines que les fondateurs donnaient l'hôpital à l'ordre de Saint-Jean de Jérusalem, le 19 juillet 1259, pour en assurer sa pérennité. La donation est faite au frère Pierre Geraldi (ou Beraldi) commandeur des hospitalières de Saint-Jean en Quercy qui la reçoit au nom de l'ordre. Si les fondateurs gardent le gouvernement de l'hôpital jusqu'à leur mort, il devait être ensuite assuré par le commandeur et le prieur de Saint-Gilles avec le Grand-Maître de l'Ordre. Les fondateurs, Guibert de Thémines et sa femme Aigline, ont pris l'habit de l'ordre.
Gaillard de Montaigu, abbé de Saint-Sauveur de Figeac, donne vidimus d'une bulle du pape Lucius III confirmant à l'Ordre de Saint-Jean de Jérusalem le privilège de ne pas payer de dîmes pour les terres que les religieux exploitent. La prieure avait fait ce vidimus pour confirmer qu'il s'appliquait à l'hôpital de Beaulieu comme au reste de l'ordre.
En 1298, le Grand-Maître de l'Ordre, Guillaume de Villaret, a uni à l'hôpital les maisons de Martel, Barbaroux, Fontanes et Sainte-Neboule, et a donné aux sœurs de l'hôpital de Beaulieu leur statut définitif. La prieure, dame Aigline de Thémines, petite-fille des fondateurs, et trois sœurs sont venus recevoir la charte au château de La Tronquière qui était le siège d'une commanderie de l'ordre. Il a été décidé que quarante jours après la mort de la prieure, les sœurs choisiraient leur prieure. Le chapitre général de l'ordre approuve la charte de 1298 le 22 octobre 1301.
Dans la plupart des actes, l'hôpital-Beaulieu est appelé l'hôpital de dame Aigline.
Les évêques de Cahors ont soutenu la fondation de l'hôpital : en 1236, Pons d'Antéjac avait autorisé la fondation en 1236, Géraud de Barasc avait uni l'église d'Issendolus à l'hôpital en 1245, Barthélemy de Roux a confirmé la donation en 1253.
Il y eut plusieurs prieures qui ont porté le nom d'Aigline de Thémines. Après la mort de la prieure de ce nom en 1322, il s'est produit un conflit entre deux concurrentes, Bertrande de Cardaillac et Hélis de Castelnau au moment de la désignation de la nouvelle prieure. Le pape Jean XXII demanda au Grand-Maître, Hélion de Villeneuve, de choisir une autre prieure. Il fit le choix d'Agnès d'Aurillac, prieure des Fieux, qui a été ratifié par le pape en 1324. C'est pendant son priorat que sainte Fleur ou Flore (1309-1347), est entrée dans l'hôpital. Elle est décédée en 1347, peu de temps avant la prieure. À la mort d'Agnès d'Aurillac, le pape décida de mettre en réserve l'élection et a nommé comme prieure Aigline de Thémines le 30 décembre 1347.
En 1349, la prieure déclare qu'elle ne dépend pas du commandeur de Saint-Gilles sauf dans certains cas. En 1366, la prieure Aigline de Thémines, obtient du pape Urbain V des lettres de réserve pour se protéger des dommages que l'hôpital a pu subir pendant la guerre de Cent Ans. Elle est remplacée en 1367 par Sibylle de Gourdon par élection. Alors qu'il y avait 31 religieuses en 1347, il n'y en a plus que 14 en 1367. En 1372, la prieure est Isabeau de Béduer. En 1387 est élue Marie-Anne d'Aymeric par seulement 6 religieuses. En 1390, Bertrande de Solminihac est élue prieure. Elle est encore présente en 1412. En 1422, le Grand-Maître de Saint-Gilles a confirmé l'élection de Bertrande de Lagarde.
En 1563, la prieure Jacquette de Genouillac ou de Vaillac adresse au pape une supplique pour obtenir des indulgences en faveur de ceux qui feraient des dons en faveur de l'hôpital saccagé par les huguenots l'année précédente. Le pape accorde ce bref le 27 septembre 1563. Elle meurt en 1588. Jacquette de Vaillac a choisi pour lui succéder Antoinette de Beaumont. En 1601, Antoinette de Beaumont, âgée de 65 ans, choisit comme coadjucatrice Galiote de Gourdon de Genouillac (1588-1618) qui n'a que 14 ans. Cette dernière accepta la charge de prieure de la maison de Fieux qui avait été ruiné par la guerre de Cent Ans et les guerres de religion. La résignation de la prieure de Fieux, Adrienne de La Brousse, en faveur de Galiote est acceptée par le roi en 1607. Galiote prit possession du prieuré des Fieux qui n'avait plus que 5 religieuses. La prieure décida de réformer le prieuré. Elle obtint du pape Paul V l'incorporation de l'Hôpital de Beaulieu au prieuré de Fieux avec ses dépendances de Curemonte et de La Calmette près de Loubressac, le 9 janvier 1611. Toutes les maisons de religieuses ayant appartenu à l'ordre de Saint-Jean sont alors réunies sous une seule direction. Galiote de Gourdon entrepris de réformer l'ensemble. Cette réforme entraîna les sœurs à se plaindre au baron de Vaillac. Le commandeur Aimé de Nabirat intervint et proposa à la prieure d'adopter la règle de sainte Ursule. Le pape Paul V donna son approbation et expédia un bref en 1614 aux évêques de Cahors, de Rodez et de Vabre. Le roi Louis XIII donna des lettres pour l'exécution de ce bref, le 7 janvier 1617.
Galiote de Gourdon de Genouillac a fait rebâtir l'église de l'hôpital-Beaulieu qui a été consacrée, en 1617, par son frère Jean Ricard de Gourdon de Genouillac de Vaillac (1599-1652), évêque de Tulle. Galiote de Vaillac, prieur des Maltaises de 1597 à 1618, a fait réaliser l'un des premiers retables  du Quercy, aujourd'hui disparu.Mais Galiote de Vaillac,  coadjucatrice de l'hôpital-Beaulieu, meurt le 24 juin 1618. Sa mort va entraîner un schisme entre les sœurs et la prieure Antoinette de Beaumont qui a plus de 75 ans. Des sœurs ont élu prieure Françoise du Faure de Mirandol. La vieille prieure résigna sa charge en faveur d'Antoinette de Vassal du Couderc qui était opposée à la réforme. Cette dernière s'appuya sur le baron de Vaillac et l'évêque de Tulle pour se faire respecter des sœurs. Le Grand-Maître établit une maison à Toulouse pour les sœurs réformées, en 1624. Il exige que les sœurs de l'hôpital-Beaulieu rejoignent les sœurs réformées de Toulouse. Ce que la prieure Antoinette de Vassal et les sœurs de l'hôpital-Beaulieu refusent. Finalement, en 1636, un arrêt de la Cour décida d'annuler tous les ordonnances du Grand-Maître sauf celles concernant la maison de Toulouse. Les religieuses de la maison de Toulouse avait reçu en 1634 du Grand-Maître leur règle. La maison de Toulouse a végété jusqu'en 1789.
À l'hôpital-Beaulieu, Antoinette de Vassal résigna sa charge, en 1634, en faveur de Galiote, fille du comte de Vaillac et nièce de Galiote de Gourdon de Genouillac. Elle a entrepris de continuer l'œuvre de réforme de sa tante.
Les seize Sœurs de l'Hôpital-Beaulieu d'Issendolus, fondé sous l'invocation de la sainte Vierge et de saint Jean-Baptiste, avaient, en 1726, une supérieure élue à vie qui avait le titre de grande-prieure. Elles exerçaient la charité et l'hospitalisation mais étaient aussi chargées de l'éducation des jeunes filles. Le 19 avril 1790, il y avait dans les bâtiments 25 choristes, 13 converses. La prieure était Sœur Destresse de Lanzac, âgée de 72 ans.
À la Révolution, la communauté a dû quitter les lieux. Les bâtiments sont pillés et incendiés en 1792. Les bâtiments de l'hôpital-Beaulieu sont vendus par lots après être devenu bien national. Le monastère a alors servi de carrière de pierres.

## Protection
L'hôpital des religieuses de Beaulieu est classé au titre des monuments historiques le 4 janvier 1921.